# Antoine Touseul
Antoine Touseul (* 27. Juni 1921 in Breda; † 26. Juni 1991 in Aachen) war ein Angehöriger der Waffen-SS und Kriegsverbrecher.
Antoine Touseul wurde im niederländischen Breda als Sohn eines französischen Vaters und einer belgischen Mutter geboren. Im Zweiten Weltkrieg verpflichtete er sich freiwillig als Fahrer bei der Wehrmacht und wurde in Polen eingesetzt. Nach einem Unfall, nach dem ihm Sabotage vorgeworfen wurde, war er sechs Wochen inhaftiert. Nach eigenen Angaben konnte er fliehen und meldete sich daraufhin im Juni 1941 als Freiwilliger bei der Waffen-SS. Als Angehöriger der 8. SS-Kavallerie-Division „Florian Geyer“ und der 9. SS-Panzer-Division „Hohenstaufen“ war er in der Sowjetunion zuletzt im Dienstgrad eines Rottenführers im Einsatz. Im März 1941 wurde er verwundet und zur SD-Außenstelle nach Doorn versetzt. Dort war er mitverantwortlich für den Tod von mindestens achtzehn Widerstandskämpfern. Er war beteiligt an Misshandlungen von Gefangenen und an deren Einweisung in Konzentrationslager. Kurz bevor alliierte Truppen die Niederlande befreiten, half er noch bei der Verlegung von Gefangenen in ein anderes Lager, in dem diese ermordet werden sollten.
Unmittelbar nach der Befreiung wurde er inhaftiert. Am 15. Juli 1949 wurde er vom Sondergerichtshof in Arnhem wegen Mord, Totschlag, Körperverletzung, Brandstiftung, Raub und Freiheitsberaubung zum Tode verurteilt. Später wurde er von Königin Juliana begnadigt und das Urteil in eine lebenslange Freiheitsstrafe umgewandelt. 1952 gelang es ihm, gemeinsam mit den Kriegsverbrechern Herbertus Bikker (1915–2008), Klaas Carel Faber (1922–2012), Willem Polak (1915–1993), Sander Borgers (1917–1985), Willem van der Neut (1919–1983) und Jacob de Jonge, aus dem Gefängnis in Breda zu fliehen. Er entkam nach Deutschland und wurde am 27. November 1952 wegen unerlaubten Grenzübertritts verhaftet und zu einer Geldstrafe von 10,- DM verurteilt. Am 14. November 1953 wurde er erneut verhaftet. In die Niederlande wurde er nicht ausgeliefert, weil ausländische SS-Angehörige auf Grund eines Führererlasses vom Mai 1943 die deutsche Staatsbürgerschaft erhalten hatten. Diese Rechtsauffassung wurde von den Nachkriegsjuristen geteilt. Als deutscher Staatsbürger konnte er nicht an die Niederlande ausgeliefert werden. Die Aachener FDP unter ihrem damaligen Bezirksvorsitzenden Otto Graf Lambsdorff soll 1953 eine Kundgebung geplant haben, um gegen eine Auslieferung zu protestieren, nachdem Lambsdorff sich mit Touseul getroffen hatte.
Touseul lebte danach im Aachener Stadtbezirk Haaren und arbeitete als Mitarbeiter an einer Tankstelle. Er blieb unverheiratet und hatte wenig Kontakt mit seinen Nachbarn. Ob er mit dem in der Nähe wohnenden Kriegsverbrecher Heinrich Boere befreundet war, ist nicht näher bekannt. Er verstarb einen Tag vor seinem 70. Geburtstag und wurde in Haaren beerdigt.